# Pedro Sangro y Ros de Olano
Pedro Sangro y Ros de Olano (Madrid, 29 de junio de 1878-Madrid, 11 de julio de 1959), iv marqués de Guad-el-Jelú, fue un jurista y político español, vinculado a la creación de la seguridad social en España.

## Biografía
Estudia Derecho en Madrid y comienza el ejercicio de la abogacía. De avanzadas ideas, participa desde su creación en las labores del Instituto de Reformas Sociales, contribuyendo a la fundación del Instituto Nacional de Previsión, del que será Presidente. 
Fue uno de los firmantes del manifiesto fundacional del Grupo de la Democracia Cristiana
En 1929, hereda de su hermano mayor Gonzalo el marquesado de Guad-el-Jelú que había sido concedido a su abuelo materno Antonio Ros de Olano.
En los años 20, es nombrado Jefe del Servicio Internacional del Trabajo. El 30 de enero de 1930 ocupa el cargo de ministro de Trabajo y Previsión en el gabinete presidido por el general Berenguer, durante la llamada «Dictablanda», puesto que desempeña hasta febrero del año siguiente, poco antes de la proclamación de la Segunda república española.
Ingresó en 1932 en la Real Academia de Ciencias Morales y Políticas.
Miembro de la Academia de Ciencias Morales y Políticas desde el 15 de mayo de 1932. Durante la dictadura franquista fue inicialmente comisario extraordinario dirigente de la Caja de Pensiones para la Vejez y de Ahorros de Cataluña y Baleares a partir de 1939, y luego presidente del Instituto Nacional de Previsión (1950-1951).
Dirigió varias revistas de temática sociolaboral como Paz Social, Etapa y Renovación Social.